# Cruz de Caballero de la Cruz de Hierro
La Cruz de Caballero de la Cruz de Hierro (en alemán: Ritterkreuz des Eisernen Kreuzes) o simplemente Cruz de Caballero (Ritterkreuz, aunque este término es inexacto, muchas otras condecoraciones tienen el título de Ritterkreuz, ejemplo: Cruz de Caballero de la Casa de Hohenzollern) fue una condecoración en la Alemania nazi que se otorgaba como reconocimiento a la valentía en el campo de batalla o por éxitos de liderazgo de tropas. Esta medalla se entregó durante los años 1939 a 1945.

## Requisitos
Para ser calificado para obtener la Cruz de Caballero, un soldado debía haber conseguido previamente la Cruz de Hierro de Primera Clase de 1939.

## Grados
La Cruz de Caballero se dividía en cinco grados:
- Cruz de Caballero (Ritterkreuz)
- Cruz de Caballero de la cruz de hierro con Hojas de Roble (Ritterkreuz des Eisernen Kreuzesmit Eichenlaub)
- Cruz de Caballero de la cruz de hierro  con Hojas de Roble y Espadas (Ritterkreuz des Eisernen Kreuzes mit Eichenlaub und Schwertern)
- Cruz de Caballero de la cruz de hierro  con Hojas de Roble, Espadas y Diamantes (Ritterkreuz des Eisernen Kreuzes mit Eichenlaub, Schwertern und diamanten)
- Cruz de Caballero  de la cruz de hierro con Hojas de Roble en Oro, Espadas y Diamantes (Ritterkreuz des Eisernen Kreuzesmit Goldenem Eichenlaub  Schwert und  diamanten)

En total se otorgaron 7361 Cruces de Caballero, pero solamente 883 recibieron Hojas de Roble y 159 Hojas de Roble y Espadas (el almirante japonés Isoroku Yamamoto recibió además un recipiente honorífico). Nada más que 27 hombres fueron condecorados con el grado de Diamantes de la Cruz de Caballero: 10 ases de la aviación, 2 capitanes de submarinos, 1 coronel, 14 generales y Mariscales de Campo). Las acciones de los candidatos a esta condecoración eran analizadas cuidadosamente por Hitler quien las impuso personalmente en 26 de las 27 ocasiones. Eso ocurrió, porque la condecoración del General der Panzertruppe Dietrich von Saucken, fue aprobada por Hitler, pero no pudo entregarla personalmente pues la fecha de la ceremonia de condecoración fue fijada para el 8 de mayo de 1945, días después del suicidio del Führer. El General von Saucken recibió la condecoración el día 9 de mayo.
De las aproximadamente 7361 cruces de caballero concedidas:
- 4777 fueron otorgadas a miembros del Ejército de tierra (Heer)
- 438 a personal de las Waffen-SS
- 318 a miembros de la Kriegsmarine
- Aproximadamente 1785 condecoraciones se entregaron a personal de la Luftwaffe.
- 43 extranjeros, entre ellos dos españoles, los generales de la División Azul Agustín Muñoz Grandes y Emilio Esteban-Infantes y Martín, recibieron esta condecoración

La Cruz de Caballero de la Cruz de Hierro se llevaba en el cuello suspendida de una cinta.

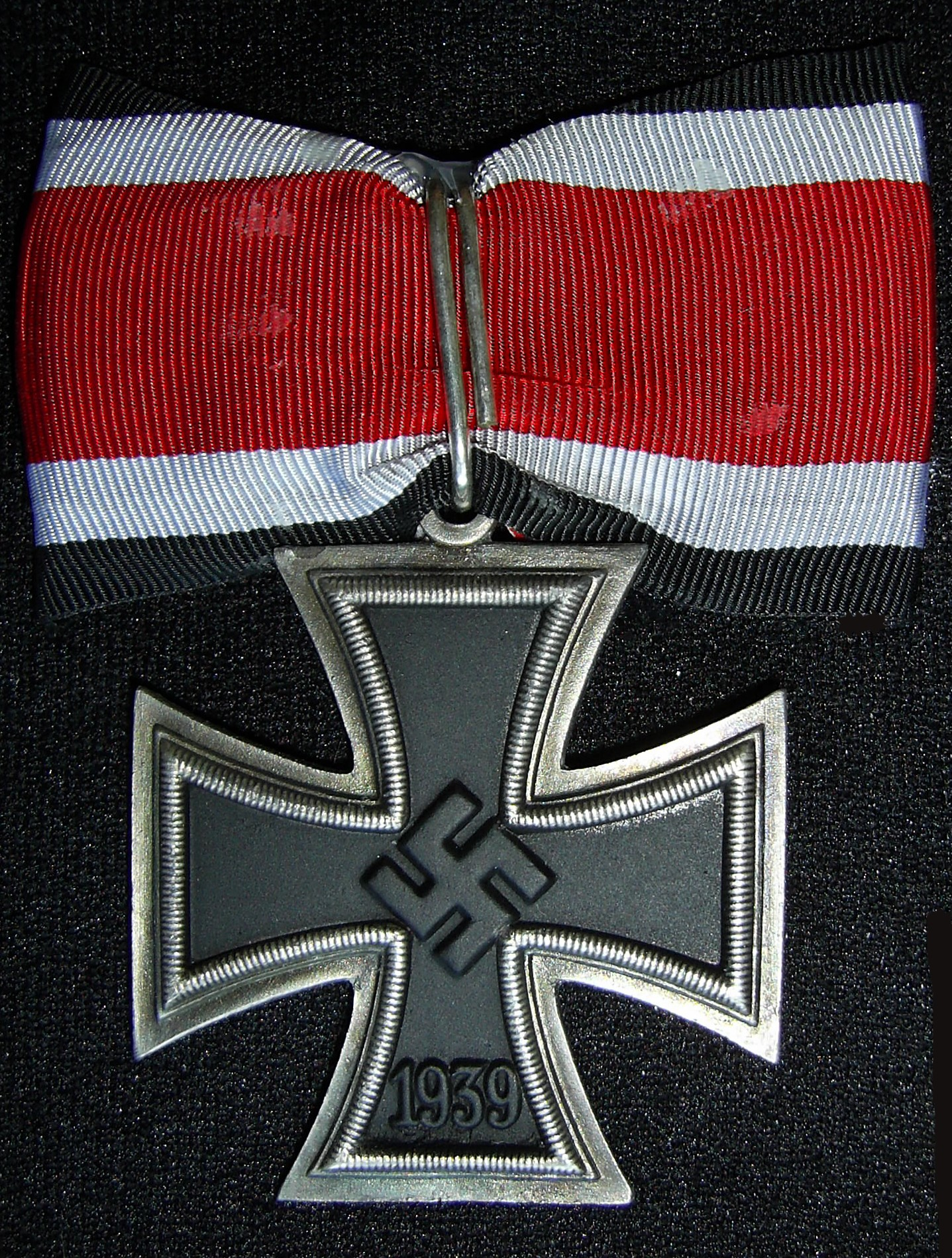
Cruz de Caballero de la Cruz de Hierro
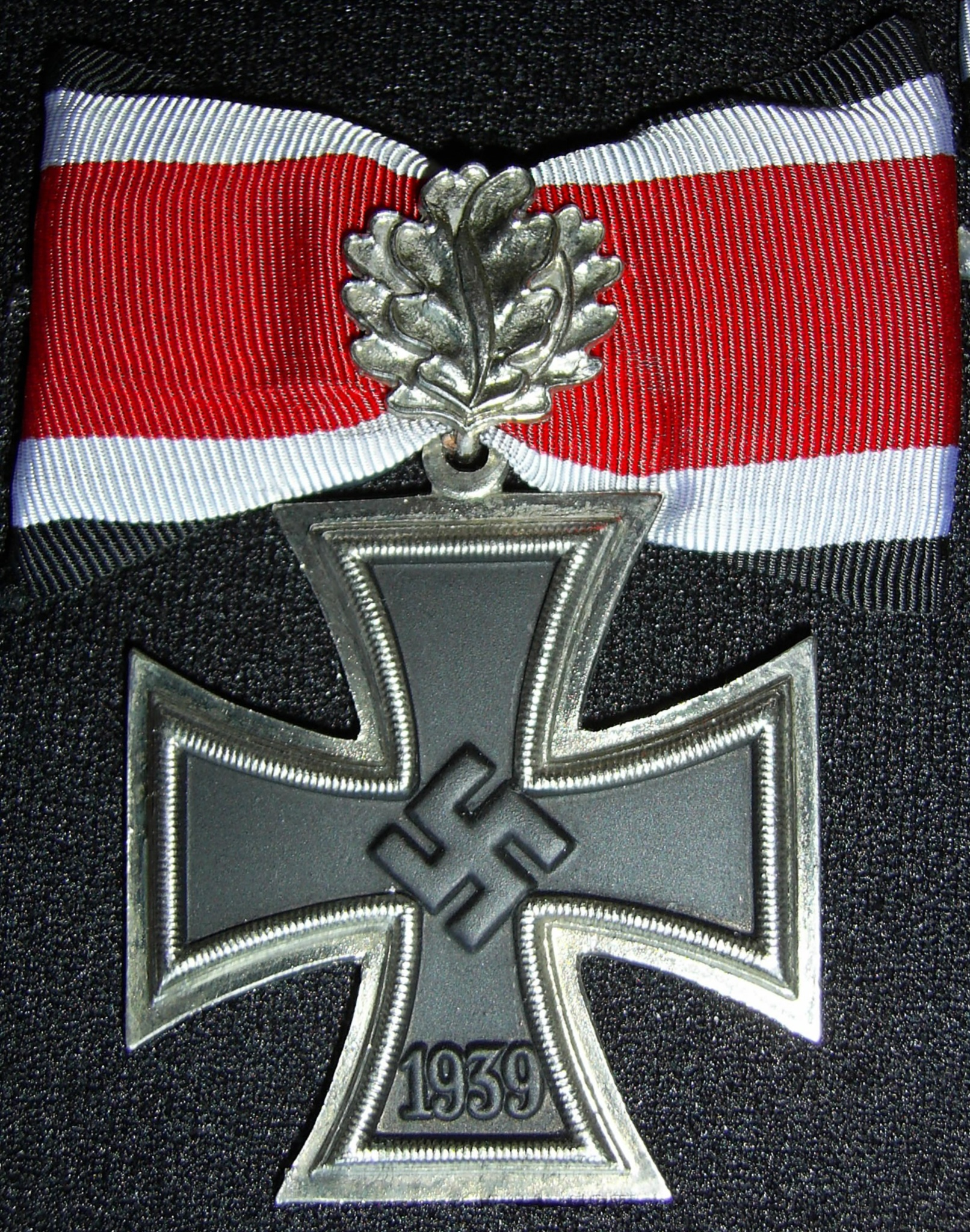
Con Hojas de Roble
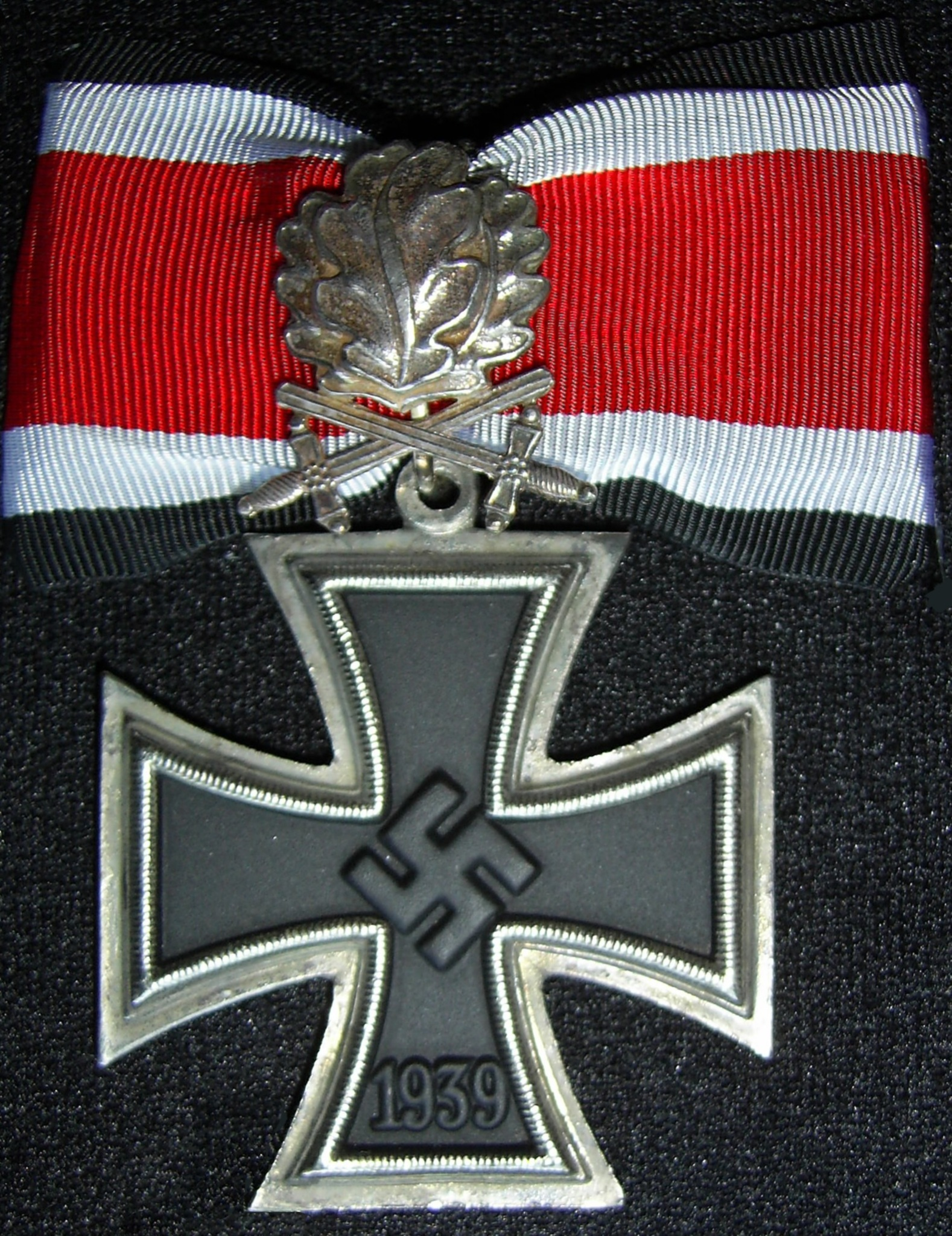
Con Hojas de Roble y Espadas
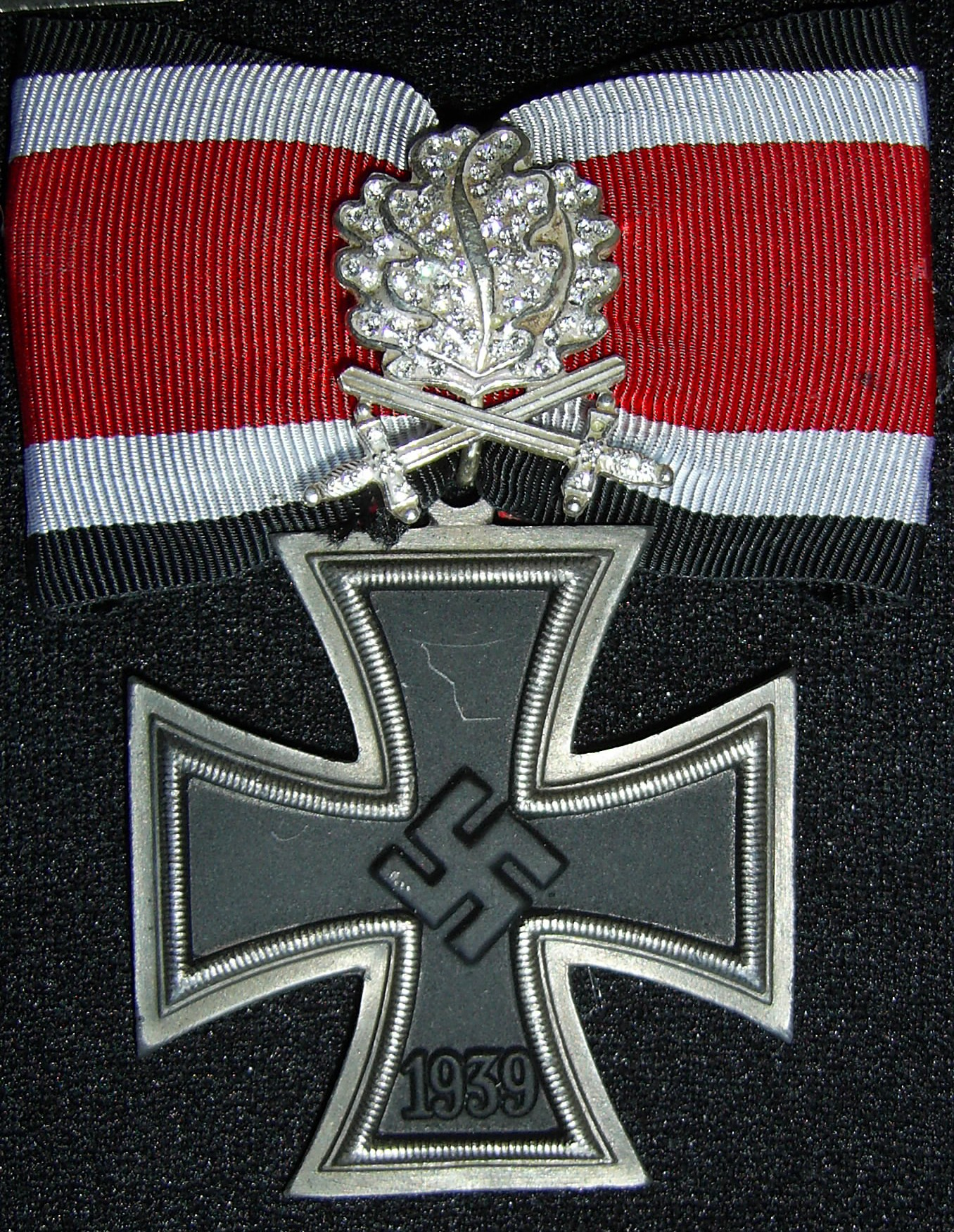
Con Hojas de Roble, Espadas y Diamantes
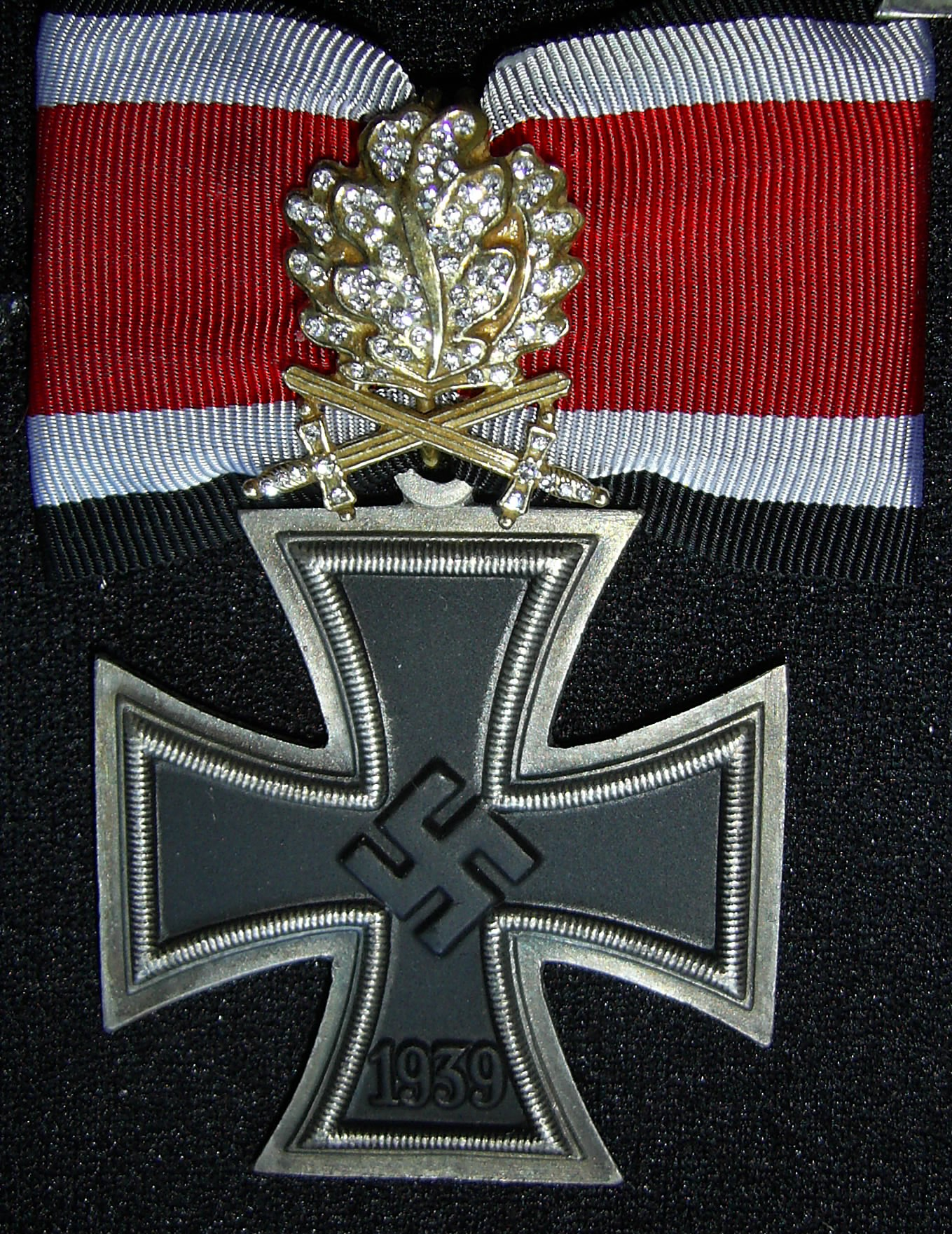
Con Hojas de Roble en Oro, Espadas y Diamantes